# 중부 대서양 주

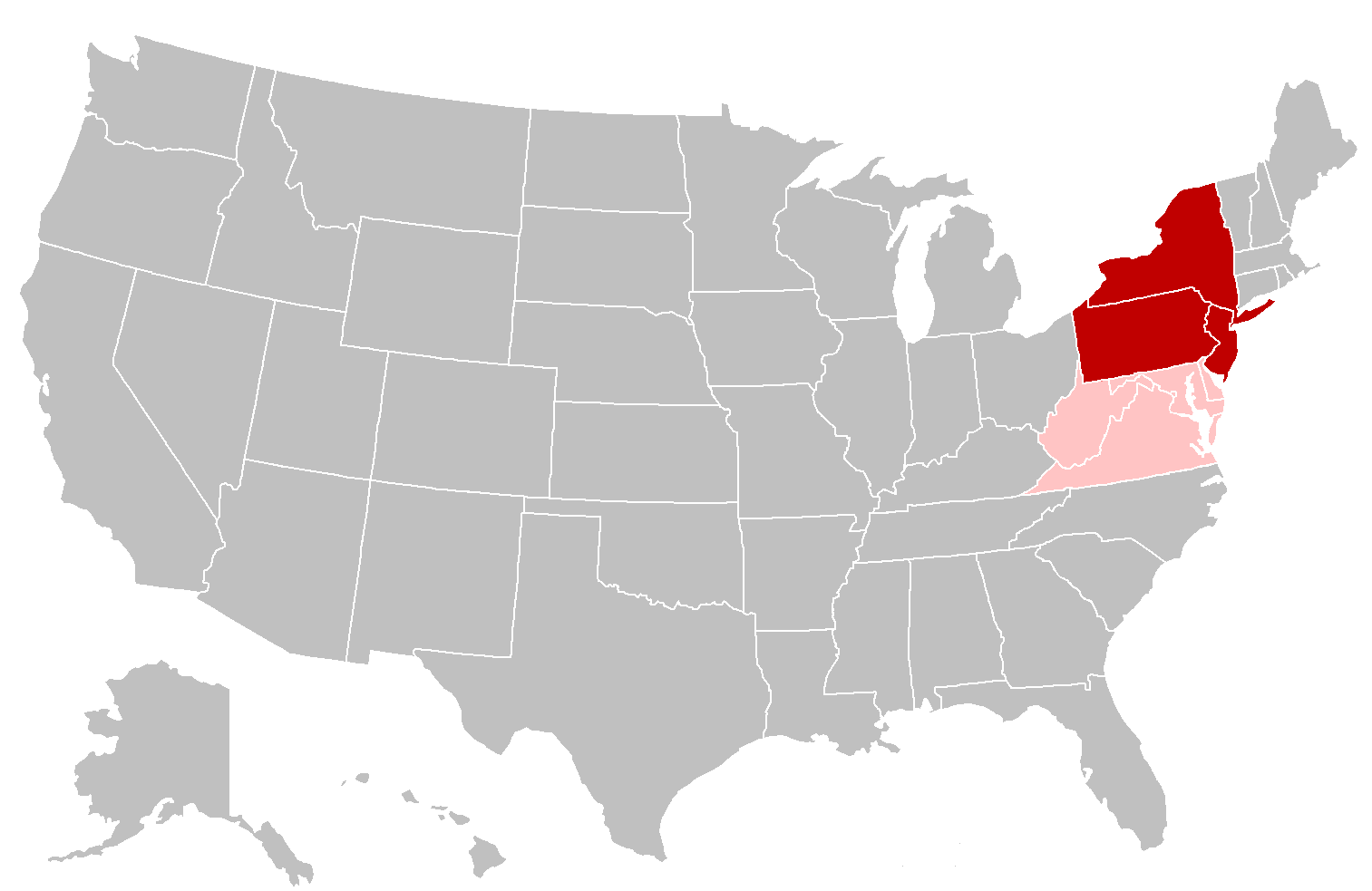
진한 부분이 주로 중부 대서양 주를 이루고 있으며, 옅은 부분은 가끔 언급된다.

중부 대서양 주(영어: Mid-Atlantic states)는 미국 대서양에 접한 중부 주들을 의미한다. 북쪽에서 뉴욕주, 뉴저지주, 펜실베이니아주, 델라웨어주, 메릴랜드주, 워싱턴 D.C., 웨스트버지니아주, 버지니아주를 말한다. 북쪽으로 뉴잉글랜드, 남쪽에 남부 대서양 주가 있다.